# NGC 2976
NGC 2976 (również PGC 28120 lub UGC 5221) – galaktyka spiralna (Sc/P), znajdująca się w gwiazdozbiorze Wielkiej Niedźwiedzicy w odległości 12 milionów lat świetlnych od Ziemi. Została odkryta 8 listopada 1801 roku przez Williama Herschela. Galaktyka ta należy do Grupy galaktyk M81 i znajduje się na jej skraju.

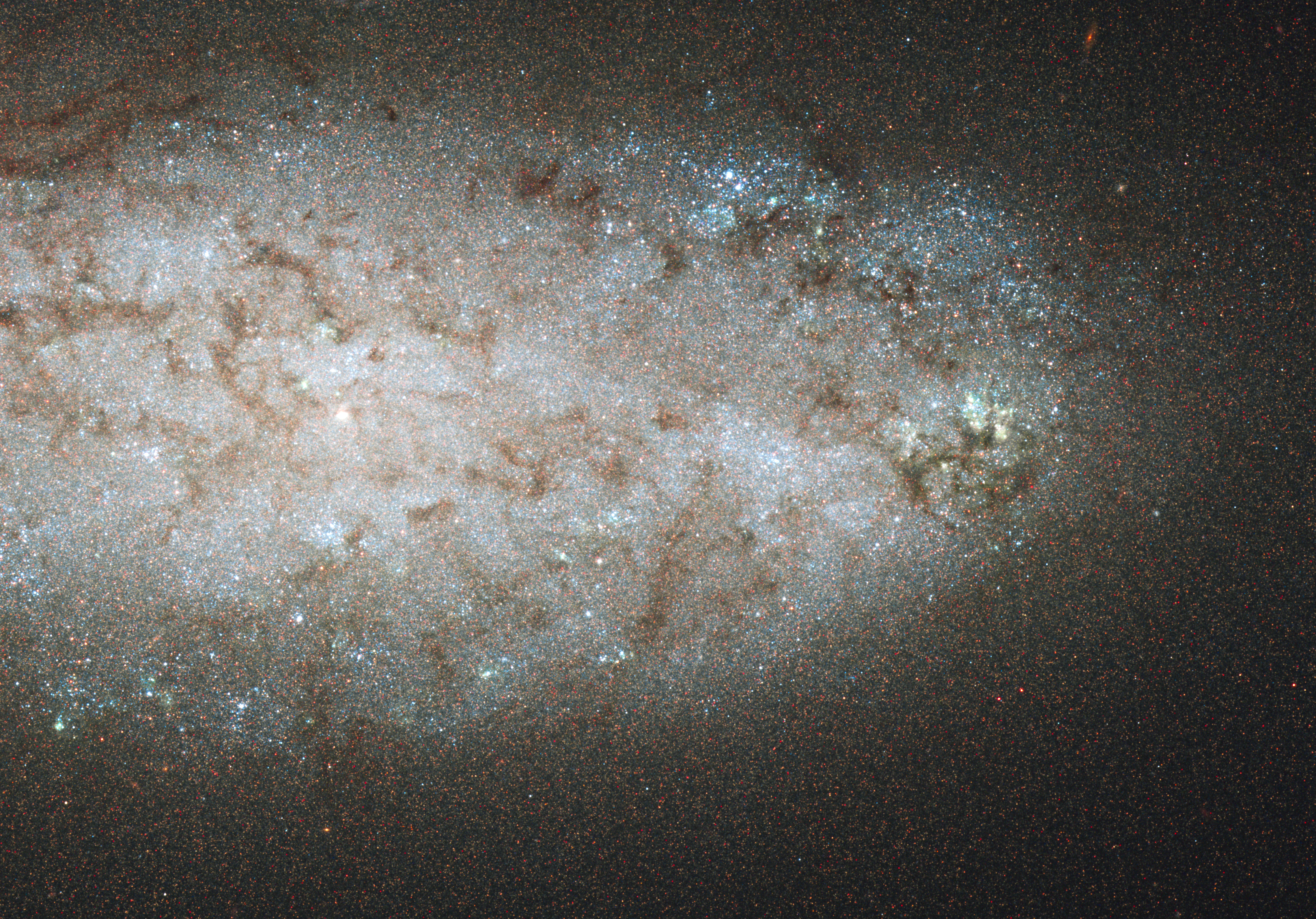
Zewnętrzne rejony NGC 2976 (HST)

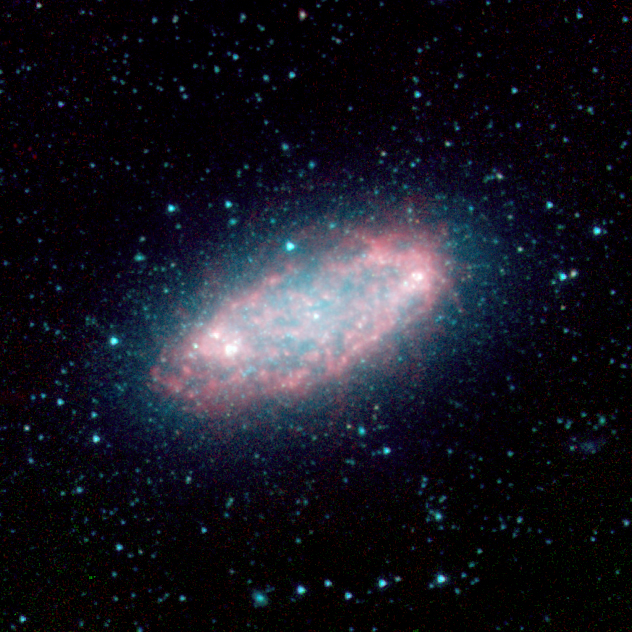
Zdjęcie w podczerwieni wykonane przez Kosmiczny Teleskop Spitzera

Jak widać na zdjęciach wykonanych teleskopem Hubble’a NGC 2976 nie wygląda jak typowa galaktyka spiralna, gdyż nie posiada wyraźnych ramion spiralnych.
W wyniku interakcji z innymi galaktykami Grupy M81, NGC 2976 została pozbawiona części gazu, zaś jego reszta przemieściła się w stronę środka galaktyki, inicjując tam około 500 milionów lat temu proces powstawania gwiazd. W międzyczasie w zewnętrznych rejonach galaktyki z powodu braku gazu procesy gwiazdotwórcze ustały. Obecnie również wewnętrzne części dysku zawierają niewiele gazu, gdyż zużyły go nowo powstające gwiazdy, a obszar formowania nowych gwiazd uległ skurczeniu do około 5000 lat świetlnych wokół jądra NGC 2976.
Galaktyka NGC 2976 znajduje się na tyle blisko od Ziemi, że za pomocą teleskopu Hubble’a można badać jej pojedyncze gwiazdy, określając ich kolor i jasność, a w konsekwencji czas kiedy powstały. Analiza tych danych pozwoliła odtworzyć historię procesów gwiazdotwórczych w galaktyce. Na zdjęciu z teleskopu Hubble’a niebieskie kropki to młode błękitne nadolbrzymy znajdujące się w pozostałych aktywnych regionach narodzin gwiazd galaktyki.